# Мелёшин, Алексей Владиславович
Алексе́й Владисла́вович Мелёшин (род. 30 января 1976, Щёлково, Московская область) — российский футболист, полузащитник. После завершения карьеры — тренер.

## Карьера
Воспитанник школы московского «Спартака». С 1996 по 1999 год выступал в основном составе. С 2000 по 2002 год играл в раменском «Сатурне», в 2003 году — в петербургском «Динамо» на правах аренды. В 2004—2008 годах был игроком клуба российской футбольной премьер-лиги «Москва». В 2009—2010 годах выступал за клуб «Торпедо-ЗИЛ» во втором дивизионе первенства России (зона «Запад»).
13 января 2011 года было объявлено о назначении Мелёшина на должность тренера в академии «Спартак» имени Ф. Ф. Черенкова. В апреле-мае 2014 года исполнял обязанности главного тренера молодёжного состава «Спартака», после чего вернулся к работе в академии. В январе 2017 года был назначен помощником главного тренера молодёжного состава — Алексея Лунина. 1 июня 2022 года после окончания контракта покинул клуб вместе с Луниным. В августе 2022 года вернулся в академию «Спартака». 17 июля 2025 года стал главным тренером фарм-клуба «Спартака» — «Спартака-2».

## Личная жизнь
У Мелёшина два сына — Алексей (род. 2000) и Павел (род. 2004), оба воспитанники академии «Спартака». Алексей с января 2022 года выступает за ФШМ, а Павел в августе 2022 года дебютировал за основной состав «Спартака».

## Достижения
Командные
- Чемпион России: 1996, 1997, 1998, 1999

Личные
- Лучший полузащитник зоны «Запад» второго дивизиона ПФЛ: 2009[8]